# Amerikaanse citroenkorst
Amerikaanse citroenkorst (Wetmoreana brouardii) is een korstmos uit de familie Teloschistaceae. Hij komt voor op steen.

## Determinatie
Vergelijkbaar met Caloplaca granulosa, maar niet van kustgebieden. De lobben zijn meer aaneengeschakeld en vlak, en de isidiën zijn regelmatig en kleiner.

## Verspreiding
Amerikaanse citroenkorst is in Nederland bekend van slechts één specifieke locatie in Rozendaal. De soort is in Nederland uitheems en is hier niet bedreigd en staat niet op de Nederlandse Rode Lijst.